# 窑场站
窑场站是一个陇海线上的铁路车站，位于江苏省云龙区大郭庄街道，建于1985年，目前为五等站，邮政编码为221004。目前不办理客、货运营业。